# 볼히니아현

볼히니아현의 국장

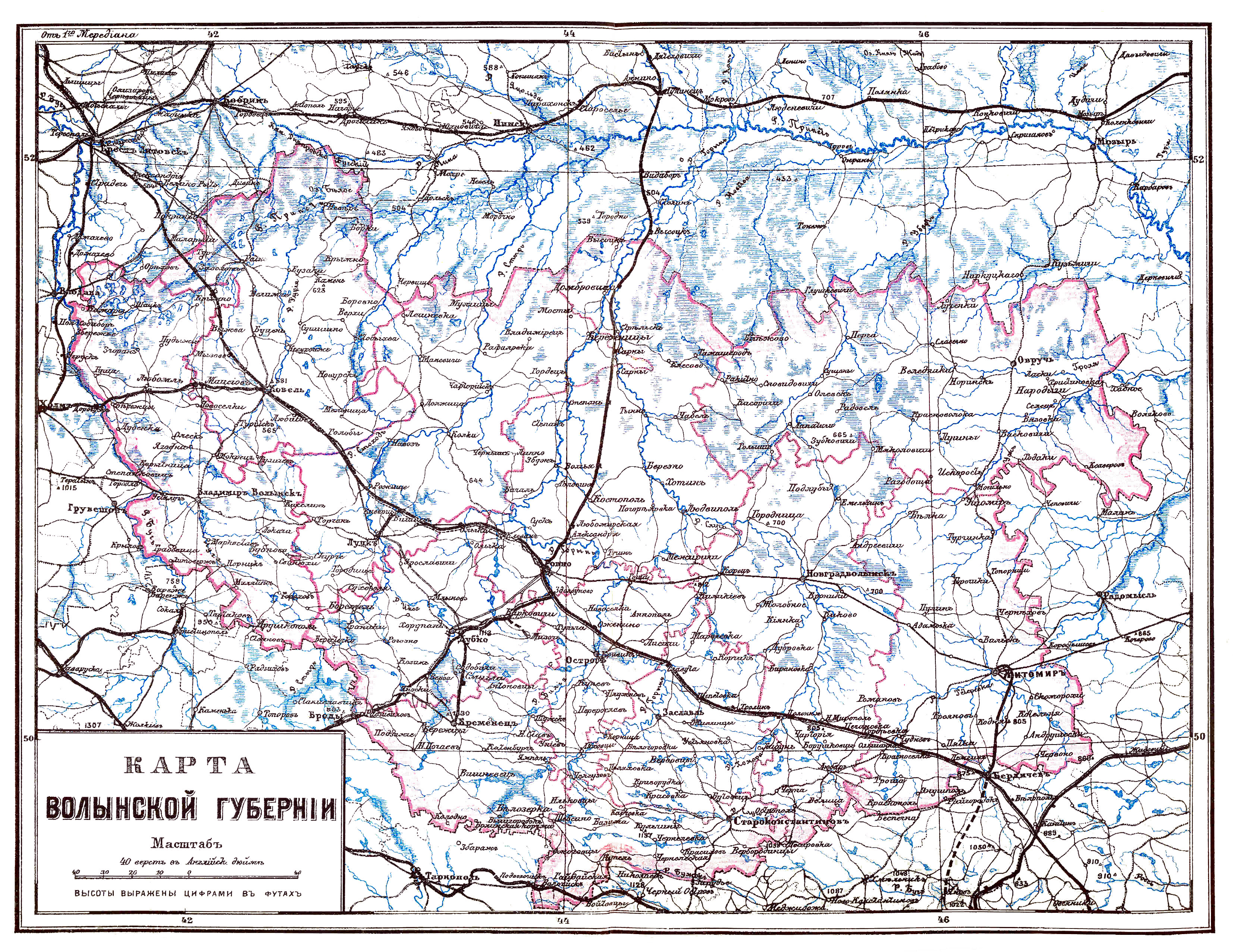
볼히니아현의 지도

볼히니아현(러시아어: Волынская губерния, 1729년 — 1925년, 1795년까지는 이자슬라프현(Изяславская))은 러시아 제국의 남서쪽에 위치해 있던 현이었다.
중심지는 1795년까지는 이자슬라프(Ізяслав, 이자슬라우)였지만, 1804년부터는 노보흐라드볼린스키(현재의 즈뱌헬)로 옮겼다. 1804년에 다시 지토미르가 볼히니아현의 중심지가 되었다.
면적: 71,736 km2
인구: 3,501,600명 (18세기).

## 볼히니아현의 읍
- 노보그라드볼린스키읍(Новоград-Волынский)
- 두벤스키읍(Дубенский)
- 로벤스키읍(Ровенский)
- 루츠키읍(Луцкий)
- 브루치스키읍(вручский)
- 블라디미르볼린스키읍(Владимир-Волынский)
- 스타로콘스탄티놉스키읍(Староконстантиновский)
- 오스트로시스키읍(Острожский)
- 자슬라블스키읍(Заславский)
- 지토미르스키읍(Житомирский)
- 코벨스키읍(Ковельский)
- 크레메네츠키읍(Кременецкий)

## 1904년의 인구

### 주민
| 민족       | %     |
| ---------- | ----- |
| 러시아인   | 70,1% |
| 벨라루스인 | 3,5%  |
| 폴란드인   | 6,1%  |
| 독일인     | 5,7%  |
| 유대인     | 13,2% |
| 체코인     | 0,92% |

### 좀교
- 동방 정교회 73%
- 가톨릭교 7,5%
- 개신교 6%
- 유대교 13,2%
- 기타 0,4%.

## 같이 보기
- 볼린주